# Oddi Helgason
Oddi Helgason más conocido por su apodo Oddi de las estrellas (nórdico antiguo: Stjǫrnu-Oddi, c.1070/80-c. 1140/50) fue un bóndi, escaldo y astrónomo de Múli, Aðaldal, al norte de Islandia a finales de la Era vikinga. Sus conocimientos sobre astronomía se considera remarcable, basados en precisas observaciones que resumió en su obra Oddatala, basándose en la posición del sol para cada día del año en Islandia y calculó los solsticios, una fuente de orientación muy útil para los vikingos poco acostumbrados a los casi inexistentes instrumentos de navegación náutica de la época. Existe un relato corto (þáttr) sobre su figura histórica, Stjörnu-Odda draumr.

## Oddatala
Oddatala (el relato de Oddi) es el único trabajo escrito de Oddi. El texto es prácticamente una serie de breves manuscritos divididos en tres capítulos:
1. Presenta un estudio sobre las fechas exactas de los solsticios de verano e invierno en relación con los años bisiestos.
2. Oddi detalla la posición solar durante el año.
3. El último capítulo describe la dirección del anochecer y el amanecer.

## Aportación al calendario juliano
El calendario juliano se introdujo entre los siglos XI y XII pero debía adaptarse a parámetros locales. El trabajo de Oddi fue una contribución significativa para adaptar correctamente el calendario cristiano. Más adelante, los trabajos basados en observaciones científicas perdieron importancia a medida que aumentaba la alfabetización y la población adquiría conocimientos de los libros.

## Colonización de Islandia
En Landnámabók, en la colonización de Islandia aparece un colono vikingo con el mismo nombre, Oddur (Oddi) mjófi Helgason (n. 903) de Ytri Vellir, Melstaður, Vestur-Húnavatnssýsla.